# Tom Clancy's The Division
Tom Clancy's The Division é um jogo eletrônico de tiro em terceira pessoa e tático com elementos de RPG, jogado em mundo aberto. Foi produzido pela Massive Entertainment e publicado pela Ubisoft para Xbox One, Windows PC e PlayStation 4. Foi lançado dia 8 de Março de 2016.
O jogo ocorre numa versão distópica de Nova Iorque, depois de um surto pandêmico de varíola. O jogador faz parte de um grupo de pessoas não infectadas chamado "Strategic Homeland Division (SHD)", criado para reconstruir as operações da Division em Manhattan, combater a atividade criminosa e investigar a natureza do surto, com ordens diretas do Presidente dos Estados Unidos para fazer o que for preciso para "salvar o que resta" da sociedade.
Tom Clancy's The Division foi bem recebido pela critica. No site de pontuações agregadas Metacritic, todas as versões indicam "análises geralmente favoráveis". Um sucesso comercial, durante o primeiro dias de vendas tornou-se o lançamento mais bem sucedido na história da Ubisoft.

## Jogabilidade

The Division é jogado numa perspectiva de terceira pessoa, com mecânicas similares a outros jogos do género.

The Division ocorre em Nova Iorque, uma cidade em crise. A missão do jogador é para além de repor a ordem é investigar a fonte de um vírus. À medida que vão progredindo, os jogadores têm de formar parcerias com outros agentes da Division. É jogado numa perspectiva na terceira pessoa, sendo que por isso o personagem do jogador é visível. Os jogadores podem procurar cobertura atrás de objetos durante os tiroteios, para evitar fogo inimigo e ganhar vantagem táctica. As mecânicas centrais de The Division são muito similares a outros jogos do gênero, no qual o jogador pode ter três armas, explosivos e minas.
A medida que o jogador vai progredindo, são ganhos pontos de experiência, que podem ser usados para personalizar o seu personagem, a mochila, aumentar o nível das armas e equipamento e aprender novas habilidades e talentos. Têm de ser completadas missões para ganhar talentos ativos, com por exemplo, a habilidade de atirar granadas de cura, criar uma metralhadora imóvel ou usar o radar, que serve para identificar inimigos.
O jogo tem um sistema de tempo e de condições meteorológicas dinâmicas, que os jogadores podem usar como vantagem estratégica. Por exemplo, as tempestades provocam visibilidade reduzida tanto para os jogadores como para os NPC, influenciando vários aspectos como a mira das armas e as distancias de detecção. A hora do dia e o tempo influenciam os civis e a vida selvagem, sendo que jogar uma missão durante o dia é diferente se jogada durante as horas da noite.
The Division tem um modo de jogo jogador-vs-jogador competitivo conhecido como Dark Zone. O mundo do jogo tem várias "Zonas Negras", onde estão muitas armas de topo deixadas pelos militares. Estas zonas são separadas da campanha principal e têm o seu próprio sistema de progressão. Os jogadores podem descobrir itens valiosos nestas zonas, no entanto, estes são conhecidos como "pilhagem infectada", porque podem ser trazidos por outros jogadores para dentro da zona, e não ficam para sempre com o jogador a não ser que sejam extraídos do local via helicóptero. Os jogadores podem ter a companhia de parceiros cooperativos e outros agentes neutros controlados por outros jogadores. Todos eles podem se virar contra o jogador a qualquer momento, ficando inimigos. O nível do jogador pode cair várias posições se este morrer muitas vezes dentro de uma Zona.
Ao contrário do que foi visto nas várias demonstrações, apenas o bairro de Midtown Manhattan estará na versão de lançamento de The Division.

## Sinopse
| “ | Depois de uma pandemia devastadora que varreu a cidade de Nova Iorque, os serviços básicos começam a falhar um por um, e sem acesso a água ou comida, a cidade começa a entrar no caos. Como último recurso, uma Unidade classificada de agentes tácticos de apoio, conhecida como A Divisão, é ativada. Levando uma vida aparentemente normal entre nós, os agentes desta divisão estão treinados para trabalhar quando tudo em volta falha, independentemente de qualquer comando ou chefia. Lutando para prevenir a queda da sociedade e ordenar novamente a cidade, os agentes irão dar por si dentro de uma conspiração internacional, forçados assim a combater não apenas um vírus criado pelo homem, mas também as ameaças daqueles que o soltaram. Quando tudo entra em colapso, a missão da Divisão começa.[14] | ” |
Tom Clancy's The Division é inspirado na Operação Inverno Escuro e Directiva 51, eventos do mundo real, que "revelaram como vulneráveis nós nos tornamos", a sociedade tornou-se "frágil" e "complexa". No jogo, uma doença que se espalha na Black Friday, faz com que os Estados Unidos entre em colapso em cinco dias. Descobre-se que a doença se espalhou através de germes em notas bancárias. O jogador faz parte de um grupo de pessoas não infectadas chamado "Strategic Homeland Division (SHD)", ou simplesmente "The Division"(A Divisão). O grupo foi criado para combater a ameaça originada pelo surto e tem ordens diretas do Presidente dos Estados Unidos para fazer o que for preciso para "salvar o que resta" de uma sociedade em colapso. Através do jogo, os agentes vão-se encontrar no meio de uma conspiração mundial que os irá forçar a combater tanto as ameaças do vírus, bem como daqueles que o desencadearam.

## Desenvolvimento
The Division começou a ser produzido em 2008 e foi originalmente anunciado apenas para a oitava geração de consoles, uma ideia que apareceu a meio da produção. No entanto, logo depois da revelação do jogo, a Ubisoft lançou a seguinte declaração no Twitter: "Estamos optimizando a experiência para os consoles da próxima geração. No entanto, não estamos descartando qualquer plataforma para o futuro". Entretanto, a Ubisoft pediu aos jogadores de PC para mostrarem interesse em que o jogo fosse desenvolvido também para aquela plataforma, demonstrando-o através de petições, e depois decidiriam. Em Agosto de 2013 a Ubisoft declarou que devido à "apaixonada e sonora comunidade PC" o jogo também seria desenvolvido para Microsoft Windows.
Durante a E3 2013 o jogo foi formalmente revelado, e que The Division podia ser jogado em tablets; os jogadores podem aceder ao jogo no papel de um drone e oferecer suporte táctico para os que estão a jogar no PC e nas consolas. Em Fevereiro de 2014, a Ubisoft referiu que a Ubisoft Reflections estava a co-produzir o jogo e que era responsável por desenhar os mapas, os personagens e as componentes online. A Red Storm Entertainment, subsidiária da Ubisoft (co-fundada por Tom Clancy), também está a trabalhar no jogo, no desenho das armas. Também a Ubisoft Annecy foi anunciada como um dos co-produtores.
Em Maio de 2014, foi anunciado que The Division seria adiado para 2015, isto de acordo com uma fonte anónima dentro do estúdio Ubisoft Massive. "O motor trabalha bem, ainda não está feito, mas trabalha bem. A produção do jogo ainda mal começou" disse a fonte. The Division usa o motor Snowdrop, que foi criado exclusivamente para a oitava geração de consolas.
Em Junho de 2014, The Division foi mostrado na E3 2014 com data de lançamento para 2015. No entanto, em Maio de 2015, a Ubisoft referiu que o jogo tinha sido adiado para o ano seguinte. The Division espera-se agora que seja lançado em 2016, dois anos depois da data de lançamento original. Durante a E3 2015 foi anunciada a data de lançamento e um novo modo de jogo, "Dark Zones". A aplicação “companheira” foi cancelada, porque a companhia considera que a adição de um drone trará injustiça aos modos competitivos do multijogador.

### Testes beta
Os testes em versão beta começaram a 28 de Janeiro de 2016 na Xbox One e um dia depois na PlayStation 4 e PC e duraram até 31 de Janeiro. A 31 de janeiro a Ubisoft anunciou que iria estender o período da beta, para acabar a 2 de fevereiro.
A 9 de Fevereiro de 2016, a Ubisoft anunciou que a beta aberta começaria a 18 de Fevereiro de 2016 para Xbox One, e para PC e PS4 a 19 Fevereiro, e que terminaria a 22 de Fevereiro de 2016. Cerca de 6,4 milhões de jogadores participaram na beta.

## Lançamento

Conteúdo da edição “Sleeper Agent”.

Tom Clancy's The Division foi lançado a 8 de Março de 2016 pela Ubisoft para Microsoft Windows, Xbox One e PlayStation 4.
Em Junho de 2015 a companhia apresentou as edições especiais para o jogo: a “Gold” e a “Sleeper Agent”. A “Edição Gold” que, para além de uma cópia do jogo, dá acesso à versão beta, à Season Pass que tem "um ano de expansões e de benefícios exclusivos" e tem o pacote National Guard que inclui itens para usar em-jogo. A “Edição Sleeper Agent” para além do jogo e da Season Pass, tem uma réplica totalmente funcional do relógio usado pelos Agentes, uma braçadeira, um livro de arte, uma caixa de coleccionador, e um poster “Save What Remains”. As pré-reservas do jogo na loja Uplay tanto para a edição padrão como para a “Edição Sleeper Agent”, dão acesso à versão beta, ao pacote Hazmat Gear com itens para usar em-jogo e a uma caixa steelbook.

### Marketing
Para comemorar o lançamento de The Division, a Microsoft organizou uma festa na sua loja oficial da Quinta Avenida, Nova Iorque. A festa incluiu "uma noite de comida, musica, prémios, possibilidade de jogar e convidados especiais." Tony Sturtzel, produtor da Ubisoft e o director do jogo Terry Spier, participaram na festa, juntamente com Swiftor e Futureman Gaming do Twitch. Adicionalmente, as primeiras 200 pessoas que durante a festa compraram o jogo para Xbox One receberam um poster de edição limitada.

## Media relacionada

### Mini-série
Por forma a promover The Division, a Ubisoft criou The Division: Agent Origins, uma mini-série de quatro partes. A primeira foi publicada a 19 de Janeiro de 2016. A produção foi uma parceira entre a Ubisoft, a Corridor Digital, a Rocket Jump e a Devin Supertramp.

## Recepção

### Análises
Tom Clancy's The Division foi no geral bem recebido pela critica. No site de pontuações agregadas Metacritic, a versão PC obteve 78/100, a versão para PlayStation 4 81/100 e a versão Xbox One 79/100, indicando "análises geralmente favoráveis".
Scott Butterworth para o GameSpot deu ao jogo a pontuação de 8/10. Butterworth elogiou muito os visuais e a recriação "detalhada e densa" de Manhattan referindo que "poderá ser o mais impressionante mundo urbano fora de um jogo da Rockstar." Gostou também da integração do multijogador e das missões da história. As criticas de Butterworth foram mais dirigidas à inteligência artificial chamando-a de "previsível" e para com as missões secundárias "repetitivas". Conclui dizendo que apesar dos vários erros que encontrou "o mundo é demasiado imersivo, os saques muito atraentes, e a campanha muito excitante para simplesmente me afastar. Deixei de me preocupar com as falhas do jogo após as primeiras horas e perdi-me na obsessiva melhoria de estatísticas e em tiroteios cooperativos." Vince Ingenito do IGN deu ao jogo a pontuação de 6.7/10. Elogiou muito os visuais "tanto lindos como autênticos", os elementos RPG e o jogo de armas. Criticou os "inimigos-esponja" que por muito fortes sejam as armas demoram muito a morrer, não havendo incentivo algum a fazer melhorias. Também gostou muito das Dark Zones "porque é o único lugar em todo o jogo em que se pode lutar contra outros jogadores e onde acontecem coisas imprevisíveis [...] é onde a acção está: e corrige todo os problemas que encontrei no ritmo de The Division, na sua falta de momentos feitos pelo jogador e no geral, o vazio do seu mundo aberto." Jorge Loureiro do Eurogamer refere que "fora a parte técnica e o seu grafismo de excelência, The Division deixa-nos desiludidos." Achou que o jogo está muito repetitivo, incluindo as missões principais e as secundárias, referindo que se sentia "extremamente aborrecido por ter que fazer missões secundárias repetitivas para subir de nível" e “frustrado por alguns inimigos que são esponjas de balas.” Conclui dizendo que o jogo tem uma boa base sólida mas que no entanto precisa de amadurecer, de ser refinado, e sobretudo de mais conteúdos. Andy Hartup do GamesRadar conclui que o jogo é um "shooter competente, um RPG realizado, mas uma experiência limitada, pouco provável que se mantenha como a escolha de jogos por mais do que alguns meses."

### Vendas
The Division durante o primeiro dias de vendas tornou-se no lançamento mais bem sucedido da história da Ubisoft, e o maior lançamento de sempre de um título Tom Clancy. Segundo revelado, as vendas digitais do jogo num só dia representaram um novo recorde para a companhia, englobando todas as plataformas onde foi lançado, quebrando o recorde de Watch Dogs. No Reino Unido, estreou-se em #1 nas tabelas de vendas e tornou-se no maior lançamento que já aconteceu nos primeiros três meses do ano, superando Gran Turismo 4, que mantinha o recorde desde de 2005. É o terceiro maior lançamento de sempre da Ubisoft naquele território, atrás de Assassin's Creed III e Watch Dogs. também foi #1 no Japão, vendendo mais de 80,000 unidades na primeira semana.